# Nichollsia menoni
Nichollsia menoni is een pissebed uit de familie Hypsimetopidae. De wetenschappelijke naam van de soort is voor het eerst geldig gepubliceerd in 1958 door Tiwari.